# Lista emotikonów
Lista emotikonów – lista większości emotikonów (nie mylić z emoji) stosowanych w Internecie oraz w wiadomościach SMS.
Większość emotikonów ma to samo lub podobne znaczenie w różnych komunikatorach i środowiskach. Niemniej jednak zdarzają się rozbieżności. Np. „8-)” może oznaczać zarówno „przewracam oczami” jak i kogoś w okularach. Dlatego w niniejszej liście nie wymienione zostały wszystkie znaczenia danej emotikony, a jedynie te główne i intuicyjne.

## Emotikony zwyczajne (zachodnie)
Zwykłe emotikony składają się z przynajmniej dwóch części: „oczu” oraz „ust”; pozostałe emotikony mogą mieć inne „części ciała” np. „nos” czy „brwi”. Tego typu emotikony przedstawiają ideogramy ludzkiej twarzy obrócone o 90° (lub rzadziej 270°) w kierunku przeciwnym do wskazówek zegara. Do budowy emotikonów zwykle używa się „:” lub „=” jako zwykłych oczu, „;” jako mrugnięcia okiem, „x” do zamkniętych oczu, a „8” do okularów przeciwsłonecznych. Istnieją liczne komunikatory, gdzie zmiana np. „:” na „=” modyfikuje całkowicie jego znaczenie.

## Lista
| Emotikony najczęściej używane | Emotikony używane rzadziej                            | Znaczenie                                                    |
| ----------------------------- | ----------------------------------------------------- | ------------------------------------------------------------ |
| :) :-) =) :3                  | x) 8) B)                                              | Zadowolenie, uśmiech                                         |
| :)) :-))                      | =)) x)) 8))                                           | Radość, szeroki uśmiech, chichot                             |
| :D :-D xD XD =D               | 8D BD xDDDD                                           | Szczęście, bardzo szeroki uśmiech, śmiech                    |
| ;) ;-) ;3 ;D                  |                                                       | Mruganie, puszczanie oczka                                   |
| :') :'-)                      | =') x') 8')                                           | Płakanie ze szczęścia                                        |
| :( :-( =( ;-;                 | x( 8(                                                 | Smutek, przygnębienie                                        |
| :(( :-((                      | =(( x(( 8((                                           | Duży smutek, duże przygnębienie, (lekki) płacz               |
| :C :-C =C xC 8C               | D: D-: D= Dx D8                                       | Bardzo duży smutek, bardzo duże przygnębienie                |
| :'( :'-(                      | ='( x'( 8'( D': D-': D'= D'x D'8 :'C :'-C ='C x'C 8'C | Płacz                                                        |
| :\| :-\|                      | x\| 8\| ;\| ;-\|                                      | Brak emocji                                                  |
| :/ :-/                        | :S ;/ ;-/ =/ x/ 8/ :\ :-\ ;\ ;-\ =\ x\ 8\             | Sceptycyzm, irytacja, splątanie, niezdecydowanie             |
| >:) >:-)                      | >=) >x) >8) :-v                                       | Zadowolenie (z powodu krzywdy, bólu itp.), szatański uśmiech |
| >:)) >:-))                    | >=)) >x)) >8))                                        | Radość (j.w.), szatański chichot                             |
| >:D >:-D >xD >:3              | >=D >8D 8=D                                           | Szczęście (j.w.), szatański śmiech                           |
| >:( >:-( >x(                  | >=( >8( >:C >:-C >=C >xC >8C                          | Złość                                                        |
| :P :-P xP :p :-p              | =P 8P =p 8p xp                                        | Ignorowanie, frustracja, pokazywanie języka                  |
| :O :-O :o :-o                 | =O xO 8O =o xo 8o                                     | Zdziwienie, strach, szok, zaskoczenie                        |
| :# :x                         | :-# =# x# 8# :-x =x 8x                                | Zamykanie ust („na kłódkę”), „nic nie powiem”                |
| \|-) I-) \|-O I-O             | \|) I) \|O IO                                         | Spanie, zasypianie, ziewanie                                 |

## Emotikony mangowe (kaomoji)
Istnieją też emotikony mangowe, tzw. kaomoji (jap. 顔文字; etymologia: kao (twarz) + moji (znak), wymowa w IPA: kaʊˈmoʊ dʒi), wywodzące się z mangi. Tych nie trzeba obracać, by odczytać „wyrazy ich twarzy”, ale tylko niektóre są zrozumiałe dla przeciętnego Europejczyka. Pewne jednak, takie jak „-_-”, przyjęły się i są stosowane na szeroką skalę. Składają się one z trzech części: oczu (zapisywanych za pomocą dwóch znaków, dlatego liczą się jako dwa) i ust (mających postać „_” dla mężczyzn, a „.” – dla kobiet). Dodatkowo emotikony te są otaczane nawiasami, aby zasymulować owal twarzy. W slangu internetowym nawiasy, a w niektórych przypadkach także wizerunek ust, są zazwyczaj pomijane. Emotikony te mogą być również zapisywane z użyciem znaków japońskich.

### Lista
| Emotikony                          | Znaczenie                               |
| ---------------------------------- | --------------------------------------- |
| (n_n) (n.n)                        | Zadowolenie, uśmiech                    |
| (^_^) (•^_^•) (^.^) (•^.^•) ^^ XoX | Radość, szeroki uśmiech                 |
| (-_-) (-.-)                        | Skryty uśmiech, zmęczony, śpiący, chory |
| (^o^) (^O^)                        | Radość, śmiech                          |
| (*^o^*) (*^O^*)                    | Szczęście, podekscytowanie, duży śmiech |
| (u_u) (u.u)                        | Smutek, spanie                          |
| (O_O) (o_o) (O.O) (o.o)            | Zdziwienie, szok, zaskoczenie           |
| (^_^;)                             | Śmianie się, aby ukryć nerwy            |
| (^_~) (^_-) (^.~) (^.-)            | Mruganie, puszczanie oczka              |
| (;_;) (;.;) ;; (T_T) TT_TT         | Płacz                                   |
| (>_<) (>.<)                        | Złość                                   |
| (∨_∨) (∨.∨)                        | Brak ekspresji                          |
| (?_?) (?.?)                        | Zaskoczenie, zdumienie, zmieszanie      |